# Megalestris Hill
Megalestris Hill är en kulle i Antarktis. Den ligger i Västantarktis. Argentina, Chile och Storbritannien gör anspråk på området. Toppen på Megalestris Hill är 35 meter över havet.
Terrängen runt Megalestris Hill är kuperad österut, men västerut är den platt. Havet är nära Megalestris Hill åt nordväst. Trakten är glest befolkad. Närmaste befolkade plats är Vernadsky Station, 9,5 kilometer sydväst om Megalestris Hill. 